# Agrostis fouilladeana
Agrostis fouilladeana är en gräsart som beskrevs av Jacques Ernest Joseph Lambinon och Verloove. Agrostis fouilladeana ingår i släktet ven, och familjen gräs. Inga underarter finns listade i Catalogue of Life.